# Jerzy Fellmann
Jerzy Dobiesław Fellmann (ur. 8 stycznia 1922 w Kościanie, zm. 15 grudnia 2009 w Warszawie) – polski inżynier, prof. dr. inż. Politechniki Warszawskiej o specjalności geodezja i kartografia.

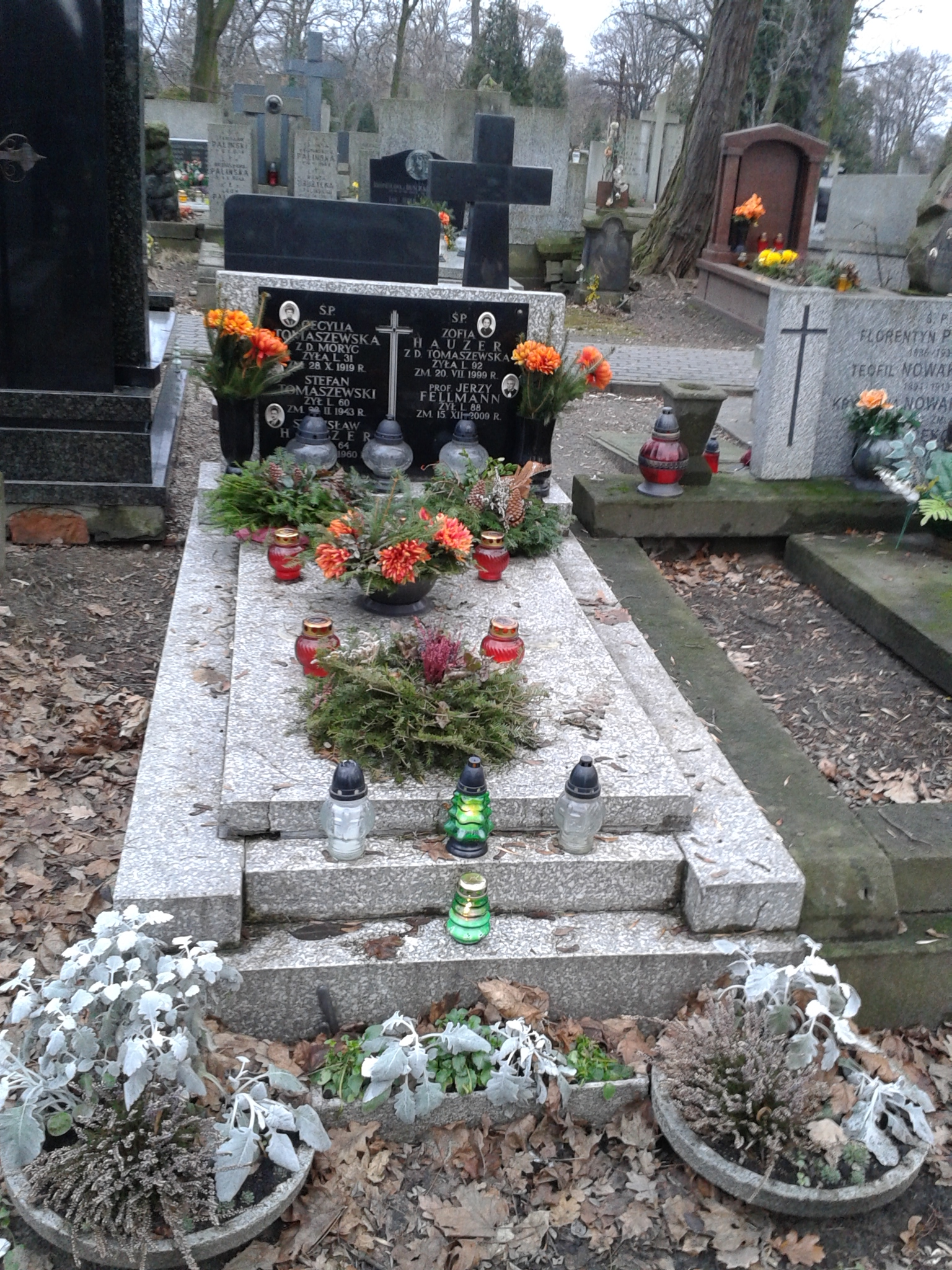
Grób prof. Jerzego Fellmanna na cmentarzu Bródnowskim w Warszawie

## Życiorys
Urodził się i wychował w Kościanie, już na początku II wojny światowej był aresztowany, a po zwolnieniu z więzienia skierowany do pracy przymusowej. Początkowo pracował w zorganizowanej przez Niemców centrali hodowlanej, a od maja 1942 jako pomocnik przy pracach mierniczych. Po wyzwoleniu zdał egzamin dojrzałości i wyjechał do Warszawy, gdzie rozpoczął studia tamtejszej Politechnice, na Wydziale Geodezji. Równolegle do studiów podjął pracę w Technikum Geodezyjnym i został asystentem na macierzystym wydziale. Studia ukończył w 1950 r., pracę doktorską wykonaną pod kierunkiem prof. Tadeusza Lazzariniego obronił w 1964 r., habilitację uzyskał w 1970, a profesorem nauk technicznych został w 1988. Od 1985 przez cztery lata pełnił funkcję dziekana Wydziału Geodezji i Kartografii, przez wiele lat był dyrektorem Instytutu Fotogrametrii i Kartografii. Specjalizacją prof. Jerzego Fellmanna było zastosowanie metod geodezyjnych i fotogrametrycznych w budownictwie, inżynierii i archeologii. W 1967 ukazała się książka jego autorstwa „Pomiary grodzisk i cmentarzysk w Polsce. Metody geodezyjne inwentaryzacji powierzchniowej”. Ponadto pozostawił po sobie liczne prace naukowe, referaty i artykuły. Przez ponad czterdzieści lat był wykładowcą geologii na Politechnice Warszawskiej. W 1957 uczestniczył w wyprawie naukowej na Spitsbergen, gdzie był członkiem ekipy naukowców mierzących przemieszczanie się lodowca z zastosowaniem metod fotogrametrycznych. W 1988 zainicjował wyprawę o podobnym charakterze organizowaną przez Wydział Geodezji i Kartografii Politechniki Warszawskiej. Był członkiem grupy naukowej, która opracowała metodę przesunięcia Kościoła Narodzenia Najświętszej Maryi Panny w Warszawie, co nastąpiło 1 grudnia 1962.
Został pochowany na cmentarzu Bródnowskim (kw. 6C-5-23).